# Fran Jeffries
Fran Jeffries, född Frances Ann Makris den 18 maj 1937 i San Jose i Kalifornien, död 15 december 2016 i Los Angeles, var en amerikansk sångerska, skådespelerska och modell. Hon blev bland annat känd för sin cameoroll i filmen Den rosa pantern (1963), i vilken hon sjöng sången "Meglio Stasera" samtidigt som hon framförde en utmanande dans runt en eldstad. Hon sjöng även en sång i uppföljaren Skott i mörkret (1964).
Hon uppmärksammades för sin figur i och med filmen Sex and the Single Girl (1964). Några år senare, 1971, poserade hon som 35-åring i ett nummer av tidningen Playboy under rubriken ”Frantastic!”. Tio år senare, vid 45 års ålder, poserade hon en andra gång i Playboy, då under rubriken ”Still Frantastic!”.

## Privatliv
Jeffries var gift tre gånger:
- Dick Haymes, skådespelare, sångare, (1958–1965)
- Richard Quine, skådespelare, producent, regissör (1965–1969)
- Steven Schaeffer, musiker, (1971–1973)

Hon har en dotter, Stephanie Haymes (Taupin) Roven.

## Filmografi (urval)
- Kaparnas konung (eng. The Buccaneer) (1958) som Cariba
- Den rosa pantern (eng. The Pink Panther) (1963) som grekisk ”kusin”
- Sex and the Single Girl (1964) som Gretchen
- Harem Holiday (äv. Harum Scarum) (1965) som Aishah
- A Talent for Loving (1969)
- Police Woman (1 episod, 1976) som Tracy

## Diskografi
"Sex and the Single Girl" släpptes av MGM 1964 som singel och LP. 1966 spelade Fran Jeffries in albumet This Is Fran Jeffries (Monument Records) som innehöll en samling populära sånger, däribland John Lennons och Paul McCartneys "Yesterday". År 2000 släpptes Jeffries albumet All The Love som även den innehöll en samling populära låtar.